# Loomis (Kalifornia)
Loomis – miasto w Stanach Zjednoczonych, w stanie Kalifornia, w hrabstwie Placer. Według spisu ludności przeprowadzonego przez United States Census Bureau, w roku 2010 miasto Loomis miało 6 430 mieszkańców.